# Mahatsara
Mahatsara est une commune située dans le district de Brickaville, au sud de la ville de Brickaville, dans la région de Atsinanana à Madagascar.
Elle qui est traversé par la rivière Lakora qui se jette dans le fleuve Rianila, lequel constitue la limite orientale de son territoire.
La route nationale 2 transite sur le territoire de la commune. À Antsampanana, celle-ci est rejointe par la route nationale 11a qui conduit à Vatomandry, Mahanoro et l'embouchure du fleuve Mangoro.
La commune compte quatre fokontany :
- Anatsara ;
- Antsampanana ;
- Mahavory ;
- Menatsara.